# 埃斯波主教座堂

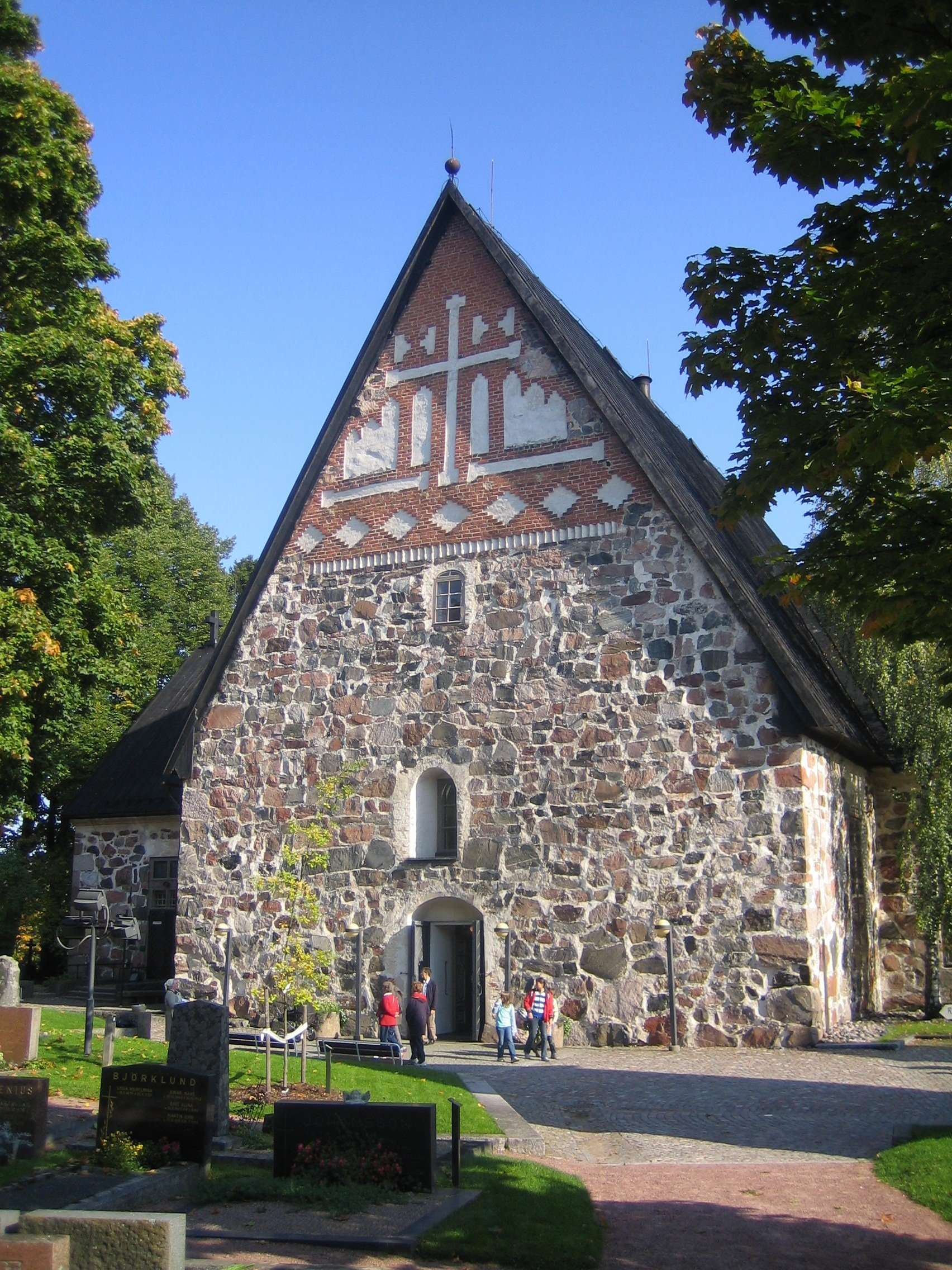
埃斯波主教座堂的西面墙壁

埃斯波主教座堂（芬蘭語：Espoon tuomiokirkko）是一座位于芬兰埃斯波市的中世纪教堂，也是芬兰福音信义会埃斯波教区的主教座堂。教堂最古老的部分建成于1480年代，因此该教堂也是埃斯波市现存历史最久的建筑。当2004年埃斯波教区从赫尔辛基教区分拆出来的时候，此教堂成为了一座主教座堂。教堂区域内还包括一片墓地、牧师住所、及建成于1995年的堂区大厅。除了作为埃斯波教区的主座外，它也是埃斯波座堂堂区及埃斯波瑞典语堂区的教堂。教堂内也经常举办各种音乐会及其他活动。